# Mysteries and Smaller Pieces
Mysteries and Smaller Pieces è uno spettacolo teatrale che venne messo in scena dalla compagnia Living Theatre a partire dal 1964. Per il Living si trattò del primo spettacolo interamente ideato e provato dopo l'arrivo in Europa, della prima creazione collettiva e del primo tentativo di coinvolgimento dello spettatore, nonché dello spettacolo di maggior successo della compagnia. Lo spettacolo è stato poi ripresentato in occasione del suo trentennale nel 1994.

## Genesi
Lo spettacolo nacque a Parigi, quando l'American Center, di cui il Living era temporaneamente ospite, chiese al gruppo di fare una rappresentazione la sera prima della loro partenza. Nacquero così collettivamente una serie di quadri che, messi in sequenza, sembravano fare appello a un nuovo rapporto tra attore e spettatore (tale visione, peraltro, era decisamente tipica del Living, che vedeva nel teatro un mezzo per poter liberare le menti degli spettatori). Il titolo faceva riferimento alle religioni misteriche dell'antica Grecia e del medioevo.
Nel corso della propria permanenza in Europa, la compagnia mise in atto tre o quattro versioni diverse di Mysteries, abbreviandolo sempre di più (dalle venti scene della prima versione si arrivò alle nove scene dell'ultima; ogni scena durava dai cinque ai quindici minuti, ad eccezione della scena finale di mezz'ora). Si trattava in definitiva di un montaggio di esercizi di lavoro, che in questo modo prendevano la forma di un happening. La prima versione venne rappresentata il 26 ottobre 1964 a Parigi.

## Messa in scena
Nella sua forma più matura, lo spettacolo cominciava con una lunga veglia attorno a un attore rigido e immobile, che creava una situazione di attesa. Nel teatro non c'era sipario e anche gli attori erano vestiti con i loro abiti di tutti i giorni. Entrava poi un gruppo di personaggi in atteggiamento militare palesemente presi dallo spettacolo The Brig, che cominciavano a pulire e a rimettere in ordine il palco, mentre altri attori, in mezzo al pubblico, leggevano a turno con voce chiara ma annoiata tutte le scritte stampate su una banconota da un dollaro. Lo scopo era denunciare il militarismo e il denaro come causa dell'opprimente assetto sociale della società umana.

Poi, nel buio si levava una voce femminile che cantava un raga indiano accompagnato dalla chitarra, mentre il buio era punteggiato da numerosi bastoncini di incenso acceso portati lentamente in processione, a simboleggiare l'evasione verso mondi liberi e remoti. A quel punto si accendevano le luci e Julian Beck declamava Street songs, poema anarchico pacifista di Jackson Mac Low:
In seguito gli attori, in piedi, si avvicinavano tra loro e abbracciandosi formavano uno stretto cerchio nel quale venivano coinvolti anche gli spettatori; poi
Si creava insomma un coro di grande purezza e di intensità quasi liturgica. Seguiva una scena in cui alcuni attori eseguivano improvvisazioni fisiche presso una struttura lignea allo scopo di evidenziare l'espressività del corpo umano.
La scena finale era forse la più famosa di tutte: la compagnia rappresentava la peste di Marsiglia del 1720, come descritta nel libro Il teatro e il suo doppio di Antonin Artaud. Gli attori scendevano dal palco e andavano in mezzo al pubblico, contorcendosi in spasmi di dolore e terrore, fino a stramazzare morti proprio ai piedi degli spettatori, che spesso si ritraevano impressionati. Poi i vivi andavano a raccogliere i morti e li disponevano sulla ribalta, facendone due o tre strati sovrapposti e togliendo loro le scarpe, che venivano anch'esse lì allineate. Tutto ciò a simboleggiare miseria e morte.

## Accoglienza
Lo spettacolo, definito "sconcertante e provocatorio", ebbe comunque un buon successo e venne replicato per parecchi anni. Solo sporadicamente si registrarono reazioni ostili da parte degli spettatori, con qualche accenno di rissa. Vi furono inoltre alcuni casi di censura, ad esempio a Trieste, a causa del fatto che un attore era apparso nudo durante lo spettacolo per qualche istante.